# Harold Garfinkel
Harold Garfinkel, född 29 oktober 1917 i Newark, New Jersey, död 21 april 2011, var en amerikansk professor i sociologi vid University of California, Los Angeles. Garfinkel var en av de viktigaste  tänkarna inom den fenomenologiska traditionen i amerikansk sociologi och en upphovsman till etnometodologin. 